# Pierre Cuypers (architecte)
Pour les articles homonymes, voir Pierre Cuypers et Cuypers.
Petrus Josephus Hubertus Cuypers, dit Pierre Cuypers, né le 16 mai 1827 à Ruremonde, où il meurt le 3 mars 1921, est un architecte néerlandais. Son nom est souvent attaché à deux édifices à Amsterdam dont il supervise la réalisation : le Rijksmuseum et la gare centrale.
Cuypers est essentiellement un architecte d'églises, mais également de chapelles et de monastères. Il en conçoit plus de cent, dont soixante-dix environ sont effectivement construites. Il restaure aussi de nombreux monuments dont une dizaine d'édifices religieux très anciens. La restauration va souvent de pair avec une extension ou une métamorphose du bâtiment dans le style de Cuypers.
Cuypers a influencé l'architecture aux Pays-Bas. À l'occasion de son 180e anniversaire, l'année 2007-2008 est déclarée l'année Cuypers.

## Biographie
Cuypers est le fils d'un peintre d'église et grandit dans un environnement où l'intérêt pour l'art est encouragé. Après avoir été diplômé du collège de sa ville natale, il quitte celle-ci pour étudier l'architecture à l'Académie royale des beaux-arts d'Anvers en 1844. Là, il reçoit l'enseignement de Frans Andries Durlet, Frans Stoop et Berckmans Ferdinand, tous pionniers de l'architecture néo-gothique en Belgique. Cuypers est un bon élève, il remporte un Prix d'excellence décerné par l'Académie en 1849. 
Après un voyage d'étude en Rhénanie en Allemagne, il revient à Ruremonde où il est nommé architecte de la ville en 1851. 
À partir de 1875, il dirige la restauration de l'aile orientale de la cathédrale de Mayence, qu'il exécute suivant ses propres plans influencés par son style roman. Cette partie restaurée s'oppose à la partie de l'église avec des tours surmontées de flèches de style gothique. Il a créé en contrepartie de la tour ouest existant le haut dôme de tour est agissant plutôt gothique qui a remplacé une chambre de cloche gothique et le dôme de fer par Georg Moller. En 1852, il ouvre un atelier de manufacture d'objets d'art clérical à Ruremonde.
Le travail d'architecture ecclésiastique de Cuypers est influencé par l'architecture française du XIIIe et par les écrits de l'architecte français Eugène Viollet-le-Duc et J. A. Alberdingk Thijm. Cuypers construit un grand nombre d'églises dans les Pays-Bas en s'inspirant du style architectural français. Les églises Saint-Lambert à Veghel et Sainte-Catherine à Eindhoven en sont de bons exemples. À partir de 1870 et au-delà, le style de Cuypers évolue et s'inspire du style gothique des Pays-Bas, mais aussi de pays comme la Norvège et l'Italie. C'est dans la seconde partie de sa carrière, qu'il atteint le sommet de son art. À partir de 1883, il est assisté par son fils Joseph Cuypers dans la plupart de ses ouvrages, comme à l'église Saint-Joseph de Groningue (aujourd'hui cathédrale).
Cuypers a mené un grand nombre de restaurations de monument. Bien souvent, ses restaurations ont suscité des critiques. En effet, ses restaurations impliquent souvent des refontes complètes des bâtiments en essayant de coller au mieux aux idées des premiers bâtisseurs plutôt que de préserver l'évolution architecturale du monument. Un exemple qui vient illustrer cette restauration intensive d'édifice est l'église Munster (nl) à Ruremonde, où Cuypers a remplacé les tours existantes par de nouvelles tours.
Cuypers était connu comme catholique pratiquant.

## Distinctions
- Commandeur de l'ordre du Lion néerlandais

## Galerie

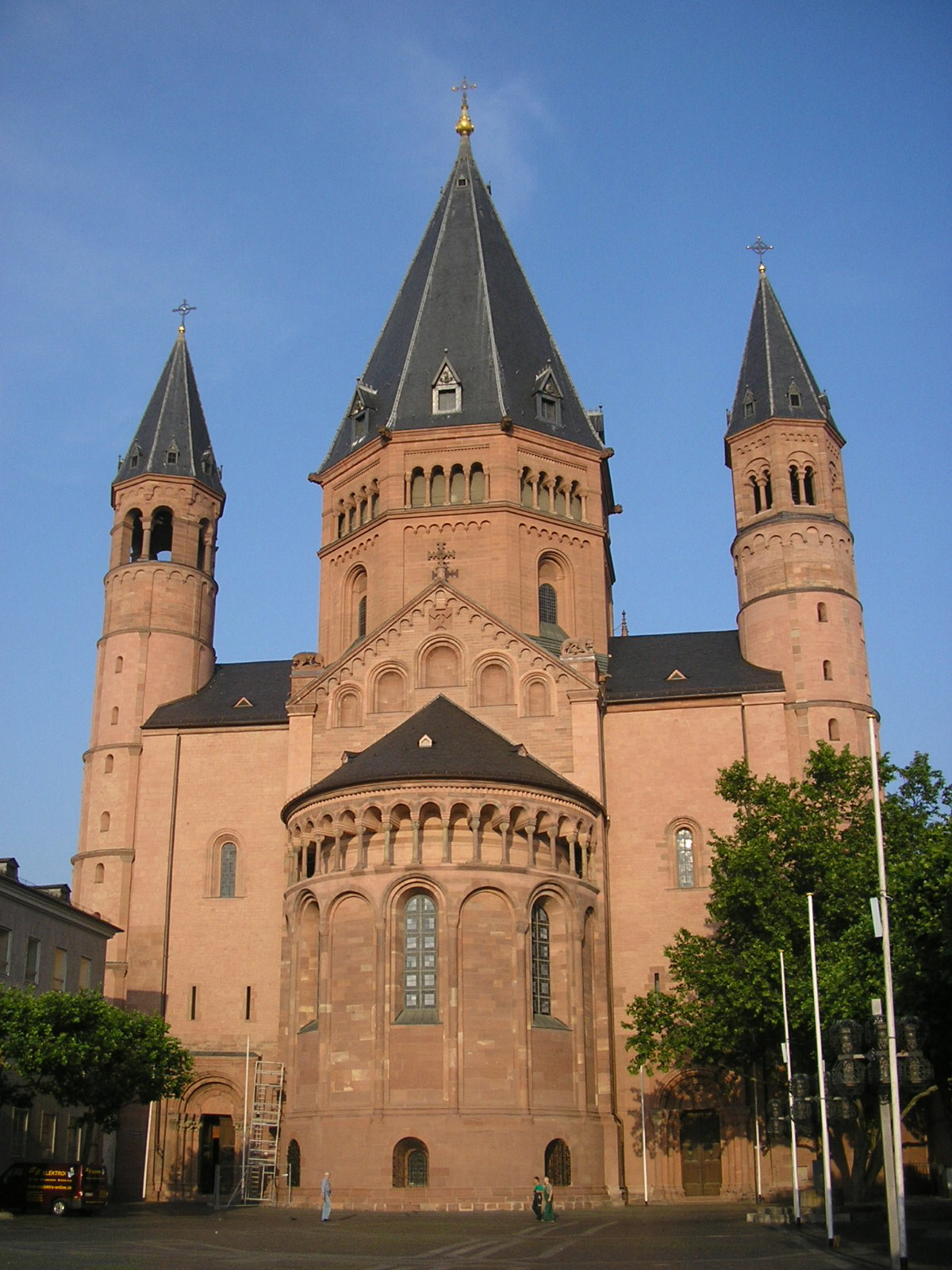
Mayence : groupe est de cathédrale Saint-Martin. Chœur orienté et partie orientale de la nef. Comme à Worms, Spire et Maria Laach, la façade présente trois tours. La nef et les étages inférieurs des tours latérales sont les principaux vestiges de l'époque de Willigis.
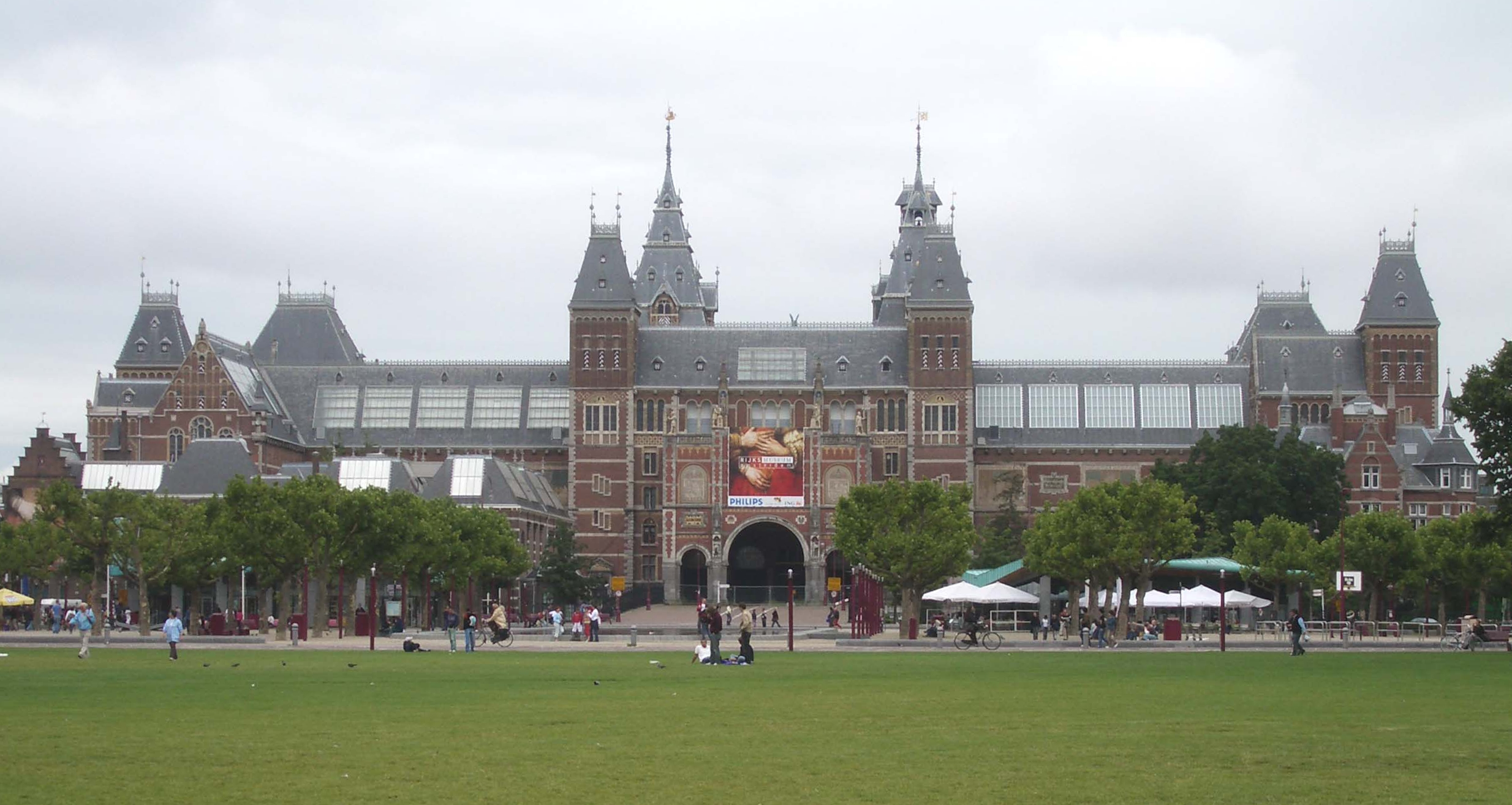
Amsterdam : Rijksmuseum vu du Museumplein.
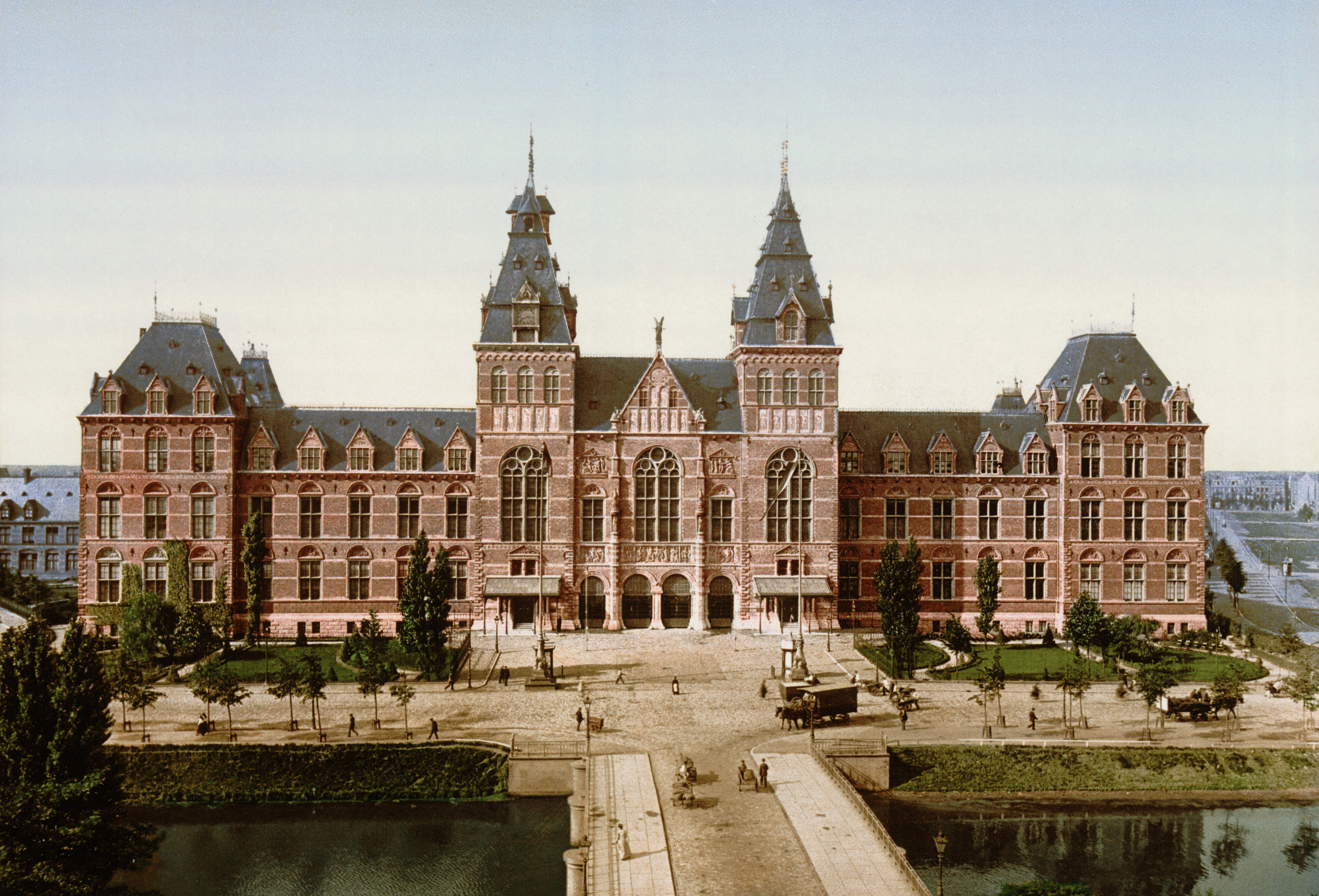
Amsterdam : Rijksmuseum vers 1900.
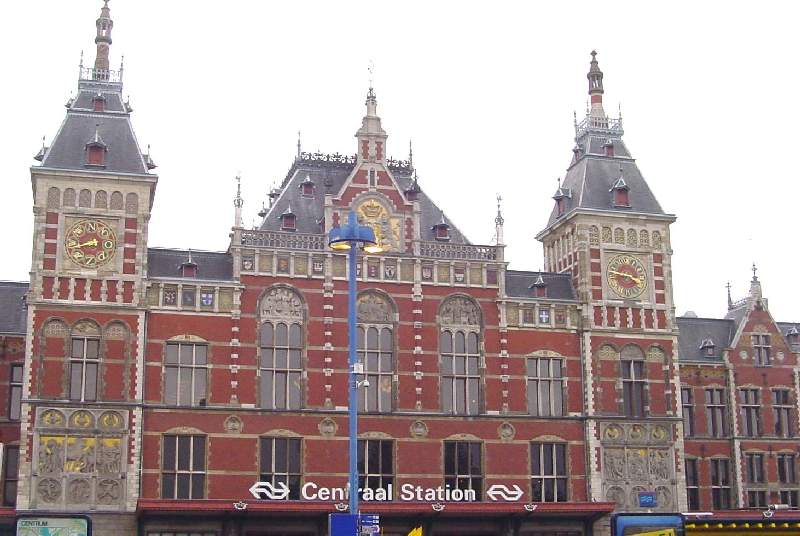
Amsterdam : la gare centrale.
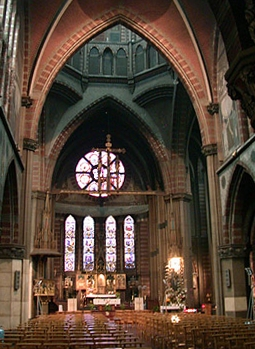
Bruxelles : église Saint Antoine de Padoue.
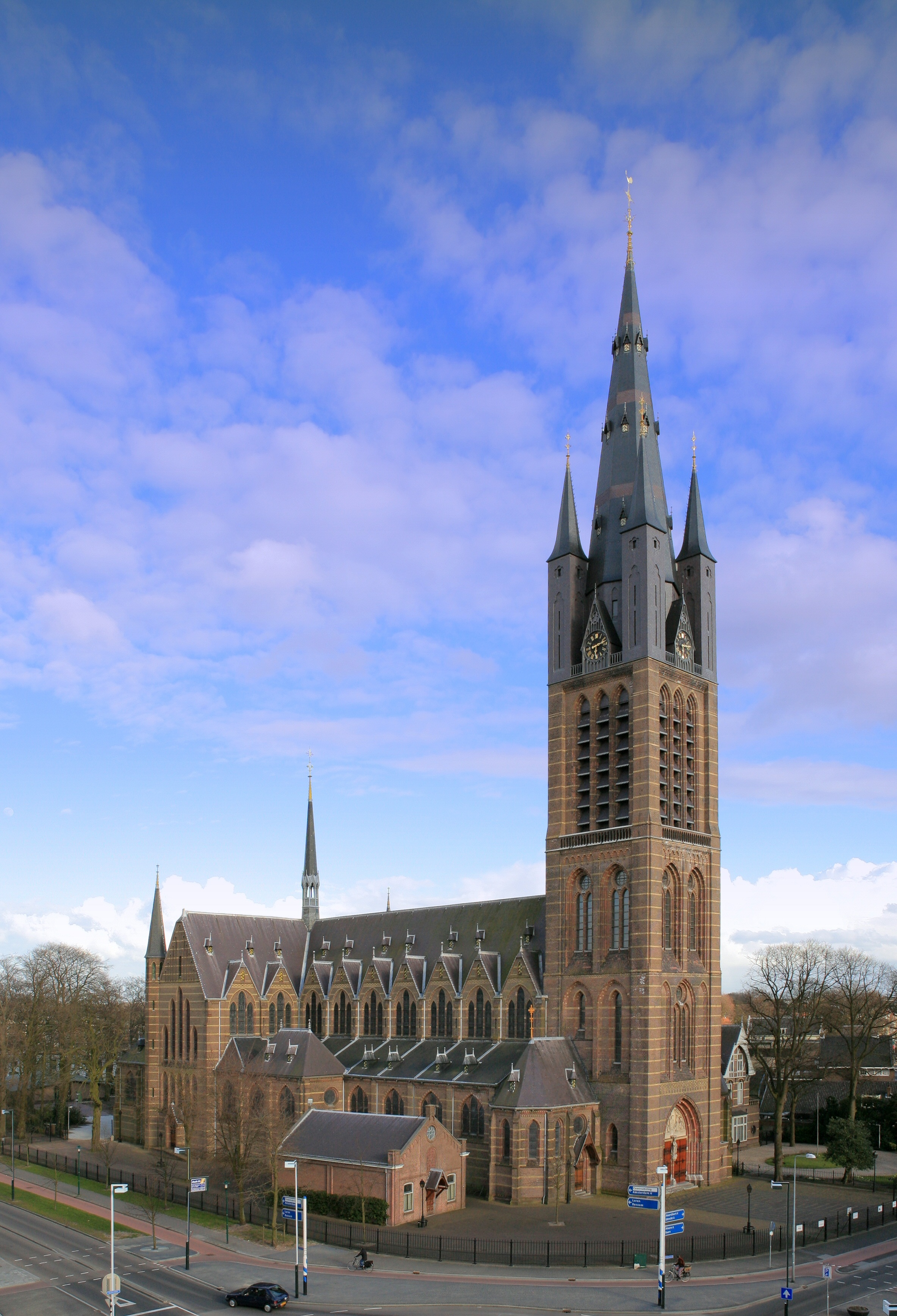
Hilversum : Église Saint-Guy d'Hilversum
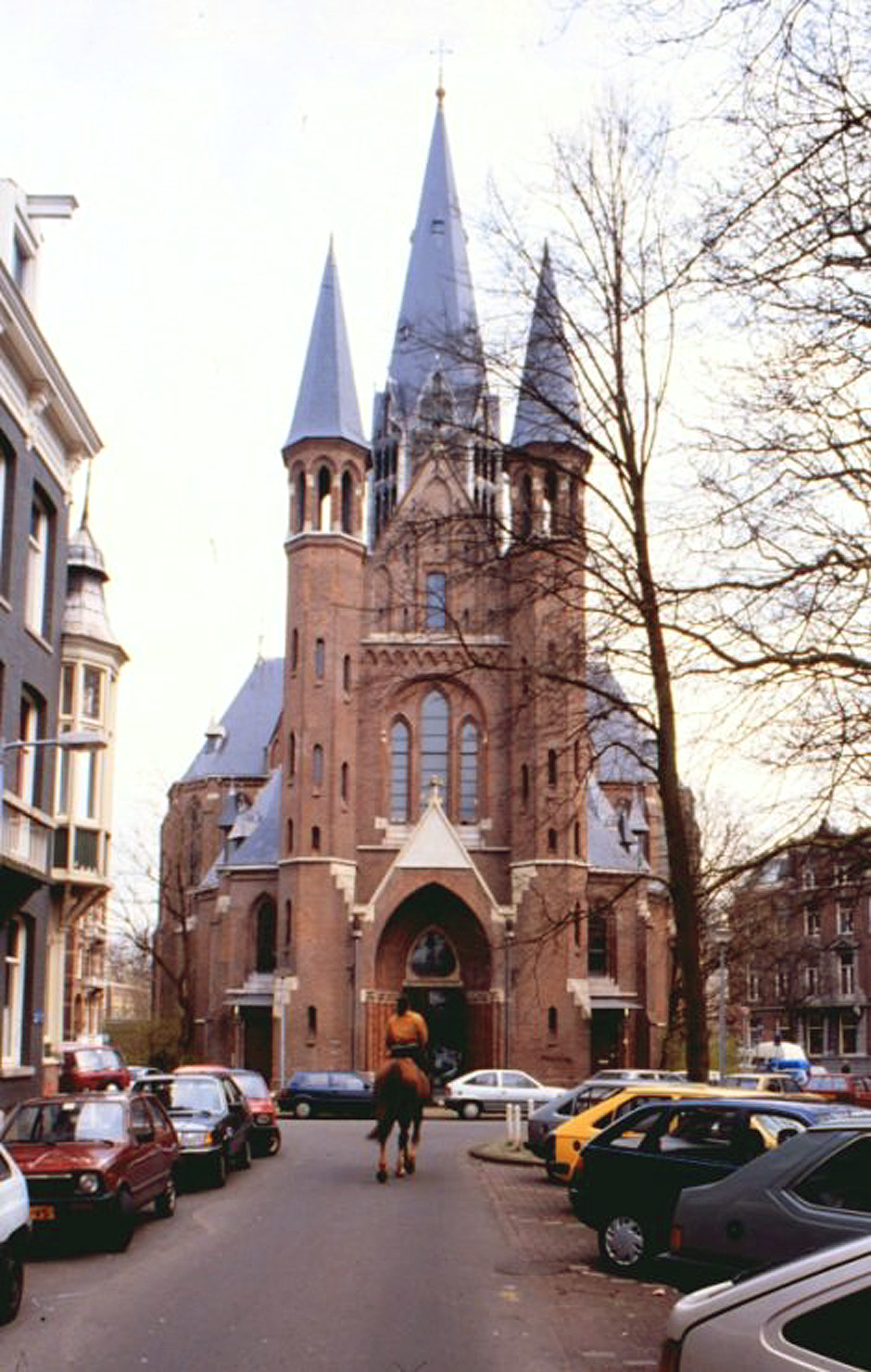
Vondelkerk à Amsterdam.
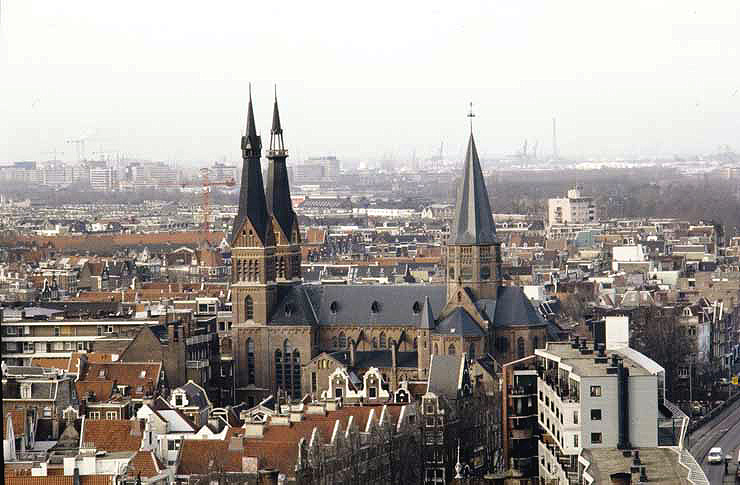
Amsterdam : Posthoornkerk dans la Haarlemmerstraat.
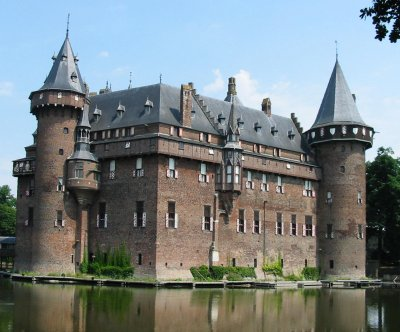
Château de Haar à Haarzuilens.
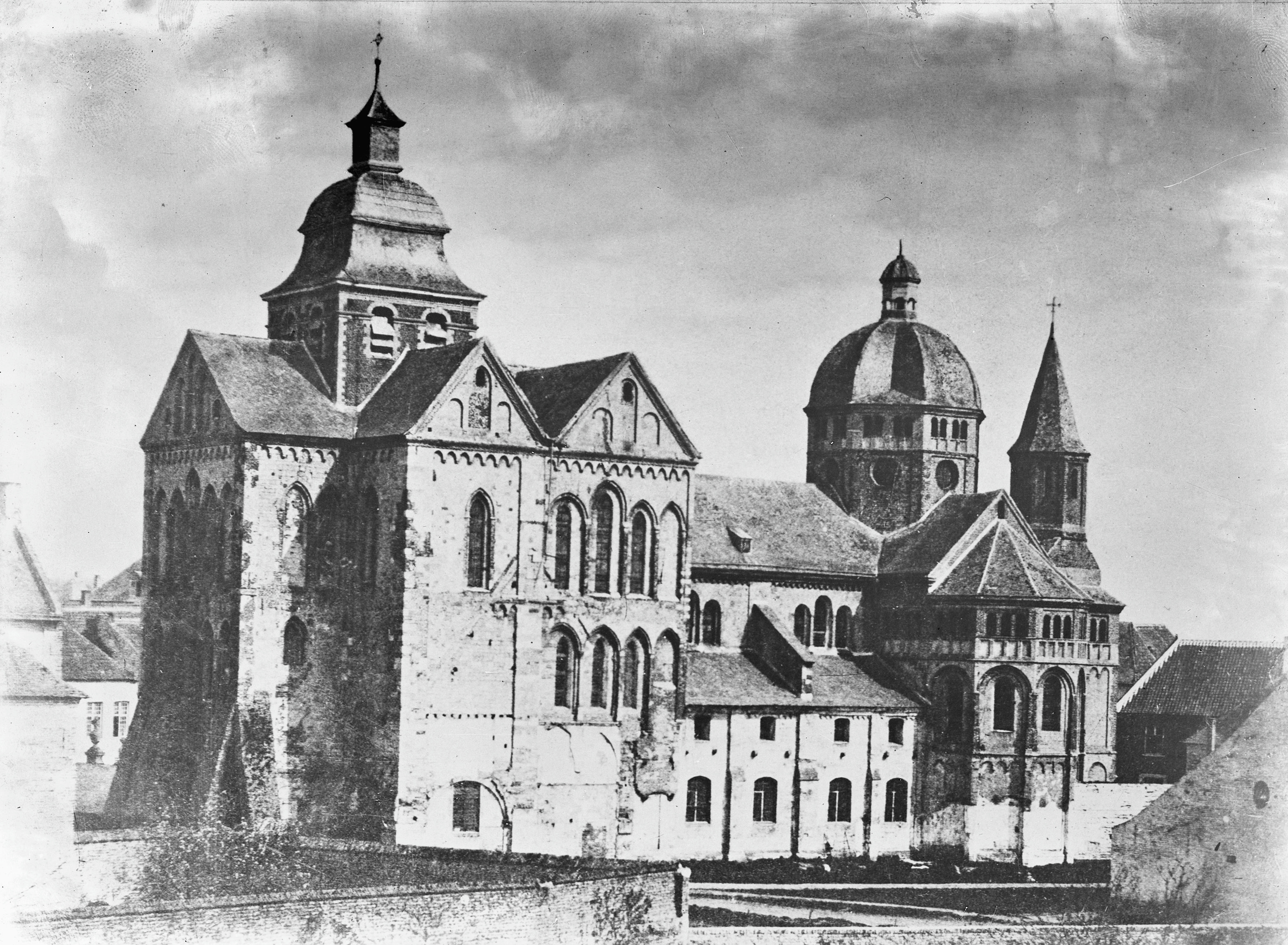
Restauration de l'église Munster (nl) à Ruremonde.